# Queerpalmen
Queerpalmen är ett internationellt filmpris för filmer med HBTQ-ämnen, presenterade av en oberoende jury som ett officiellt pris under Filmfestivalen i Cannes. Det första priset delades ut 2010. Tillsammans med Berlins Teddy Award och Venedigs Queer Lion är Queerpalmen en stor internationell filmutmärkelse speciellt avsedd för HBTQ-filmer.